# Hal March
Hal March (ur. 22 kwietnia 1920, zm. 19 stycznia 1970) – amerykański komik i aktor.

## Filmografia
seriale
- 1947: Kraft Television Theatre
- 1951: Kocham Lucy jako Eddie Grant
- 1954: The Public Defender jako Gil Evans
- 1967: The Danny Thomas Hour jako Nick Farrow

film
- 1949: The Story of Molly X jako Max Hayden
- 1953: Combat Squad jako Gordon
- 1955: Moja siostra Eileen jako Pete, pierwszy pijak
- 1964: Nie przysyłaj kwiatów jako Winston Burr

## Wyróżnienia
Posiada dwie gwiazdy na Hollywoodzkiej Alei Gwiazd.